# 鮑宏
鮑 宏（ほう こう、生没年不詳）は、中国の隋の文学者・官僚。字は潤身。本貫は東海郡郯県。

## 経歴
南朝梁の治書侍御史の鮑機の子として生まれた。7歳で父母を失い、兄の鮑泉に育てられた。12歳のとき、湘東王蕭繹と詩を和して、蕭繹の賞賛を受け、中記室として召された。鎮南府諮議・尚書水部郎を経て、通直散騎侍郎に累進した。江陵が陥落すると、北周に帰順した。明帝の礼遇を受け、麟趾殿学士として召された。遂伯下大夫に累進した、杜子暉とともに南朝陳におもむき、北周と陳の連合によって北斉を討つ協議をおこなった。鮑宏らの説得に応じて、陳は江北に兵を出して北斉を攻撃した。武帝が北斉を攻撃する策を鮑宏に諮問すると、鮑宏は汾州・潞州方面に軍を進めて、晋陽を突くのが上策であると答え、武帝もこの策に従った。北斉が平定されると、鮑宏は少御正に任ぜられ、平遥県伯の爵位と邑600戸を受け、上儀同の位を加えられた。
楊堅が北周の宰相となると、鮑宏は命令を受けて山南に使いした。たまたま王謙が蜀で挙兵したので、鮑宏は道中の潼州で王謙の部将の達奚惎に捕縛され、成都に送られた。しかし、鮑宏は節を曲げず屈服しなかった。王謙の敗北後、長安に馳せ参じ、楊堅は鮑宏を賞賛して金帯を与えた。隋が建国されると、開府の位を加えられ、利州刺史に任ぜられ、爵位が進んで公となった。邛州刺史に転じ、俸禄をいっぱいにして長安に帰った。ときに尉遅義臣という者がいて、その父の尉遅崇は尉遅迥の乱に従わず、後に突厥と戦って死んだ。文帝（楊堅）はこのことを賞賛して金氏の姓を賜与しようとした。鮑宏は「むかし項伯が項羽に同調しなかったので、漢の高祖は項伯に劉氏の姓を賜ったといい、秦真の父は難に殉じて死んだので、魏の武帝は曹氏の姓を与えたといいます」と言った。そこで文帝は義臣に楊氏の姓を与えた。
後に鮑宏は均州刺史に任ぜられ、眼病を患って隠退し、96歳で死去した。北周の武帝のときに、『皇室譜』の編纂を任され、「帝緒」・「疎属」・「賜姓」の三篇を著している。また文集10巻があったとされる。

## 伝記資料
- 『隋書』巻66 列伝第31
- 『北史』巻77 列伝第65